# Sint-Truidense VV (piłka nożna kobiet)
Sint-Truidense VV – kobieca sekcja belgijskiego klubu piłki nożnej Sint-Truidense VV, mający siedzibę w mieście Sint-Truiden, na wschodzie kraju, występujący w latach 1991–2012 w rozgrywkach Eerste Klasse, a potem w latach 2012–2015 w nowo powstałej, transgranicznej lidze Belgii i Holandii (BeNe League). 

## Historia
Chronologia nazw:
- 1983: KFC Rapide Wezemaal
- 2007: FCL Rapide Wezemaal
- 2008: K Sint-Truidense VV – po dołączeniu do Sint-Truidense VV
- 2015: działalność klubu zawieszono
- 2019: K Sint-Truidense VV

Kobieca drużyna piłkarska KFC Rapide Wezemaal została założona w Wezemaal w 1983 roku. Początkowo drużyna kobiet startowała w prowincjalnych rozgrywkach. W 1988 roku zespół awansował do krajowej Tweede Klasse (D2). W dalszym ciągu dobrze sobie radził w drugiej lidze, a w sezonie 1990/91 został mistrzem ligi i awansował do Eerste Klasse. W debiutowym sezonie 1991/92 zajął 10.miejsce. Z czasem został czołowym klubem ligi, a w sezonie 2003/04 zespół wygrał swoje pierwsze mistrzostwo kraju. Tytuł mistrza kraju zdobył także w kolejnych trzech sezonach. W tym okresie klub zdobył także cztery Superpuchary. Przewaga była przytłaczająca. W sezonie 2004/05 oraz kolejnych startował również w rozgrywkach UEFA Women's Cup.
W 2007 roku drużyny kobiece uniezależniły się od KFC Rapide Wezemaal. Powstał nowy klub Football Club Ladies Rapide Wezemaal (FCL Rapide Wezemaal), który dołączył do Belgijskiego Związku Piłki Nożnej, gdzie otrzymał numer rejestracyjny 9505. Po czterech tytułach mistrza kraju z rzędu zespół zakończył sezon 2007/08 na trzecim miejscu.
Latem 2008 klub przeniósł się do Sint-Truiden, gdzie dołączył do Sint-Truidense VV i został kobiecą sekcją klubu, zmieniając nazwę na Sint-Truidense VV. W 2009 roku zespół ponownie zajął trzecie miejsce, ale w 2010 roku świętowano już piąty tytuł w historii klubu. Po zaciętym sezonie kanarki zajęły pierwsze miejsce wraz ze Standard Fémina de Liège. Mecz decyzyjny musiał zdecydować, kto zostanie mistrzem. Sint-Truiden wygrał mecz 3:1 i po raz pierwszy pod nową nazwą został mistrzem Belgii. W sezonie 2012/13 drużyna startowała w pierwszych rozgrywkach Women's BeNe League, w której doszło do połączenia belgijskiej First Division i holenderskiej Eredivisie. W debiutowym sezonie zajęła 14.miejsce w lidze. Pod koniec sierpnia 2013 roku, na tydzień przed rozpoczęciem drugiej edycji rozgrywek, klub podjął decyzję o wycofaniu się z BeNe League. Klub pozostał aktywny ze swoją kobiecą drużyną w krajowej trzeciej ligi belgijskiej. Celem był jak najszybszy powrót do najwyższej klasy rozgrywkowej, ale pożądane odnowienie nie nastąpiło. W związku z utrzymującymi się problemami organizacyjnymi i sportowymi, w maju 2015 roku zarząd podjął decyzję o całkowitym zawieszeniu działalności kobiecej drużyny STVV. Położyło to kres istnieniu jednej z najbardziej utytułowanych kobiecych drużyn piłkarskich w historii Belgii.
Działalność drużyny kobiet została wznowiona w kwietniu 2019 roku i w sezonie 2020/21 drużyna startowała w 1e Prov.Limburg (D4). W sezonie 2021/22 zajęła trzecie miejsce i awansowała do Tweede Klasse B.
Na koncie sukcesów posiadanie 5 tytułów mistrza Belgii oraz 6-krotne zdobycie pucharu swego kraju.

## Barwy klubowe, strój, herb, hymn
|  |  |

Klub ma barwy żółto-niebieskie. Piłkarki domowe spotkania zazwyczaj grają w żółtych koszulkach, niebieskich spodenkach oraz żółtych getrach.

## Sukcesy

### Trofea międzynarodowe
| \| \| Zdobyte trofea w rozgrywkach międzynarodowych (stan na: 31-05-2023) \| |                                                                     |      |          |
| Rozgrywki                                                                    | Osiągnięcie                                                         | Razy | Sezon(y) |
| · Liga Mistrzyń UEFA                                                         | zdobywca                                                            | 0    |          |
| · Liga Mistrzyń UEFA                                                         | finalista                                                           | 0    |          |
| · Liga Mistrzyń UEFA                                                         | 1/4 finału                                                          | 1    | 2007/08  |
| FIFA                                                                         | Zdobyte trofea w rozgrywkach międzynarodowych (stan na: 31-05-2023) |      |          |

### Trofea krajowe
| \| \| Zdobyte trofea w rozgrywkach Belgii (stan na: 31-05-2023) \| |                                                           |      |                                                      |
| Rozgrywki                                                          | Osiągnięcie                                               | Razy | Sezon(y)                                             |
| Mistrzostwo                                                        | I miejsce                                                 | 5    | 2003/04, 2004/05, 2005/06, 2006/07, 2009/10          |
| Mistrzostwo                                                        | II miejsce                                                | 4    | 1998/99, 2000/01, 2001/02, 2002/03                   |
| Mistrzostwo                                                        | III miejsce                                               | 3    | 1999/00, 2007/08, 2008/09                            |
| Puchar                                                             | zdobywca                                                  | 6    | 1992/93, 1996/97, 2000/01, 2002/03, 2003/04, 2006/07 |
| Puchar                                                             | finalista                                                 | 2    | 1998/99, 2005/06                                     |
| Superpuchar                                                        | zdobywca                                                  | 4    | 2004, 2005, 2006, 2007                               |
| Superpuchar                                                        | finalista                                                 | 2    | 1997, 2010                                           |
| II liga                                                            | I miejsce                                                 | 1    | 1990/91                                              |
| II liga                                                            | II miejsce                                                | 0    |                                                      |
| II liga                                                            | III miejsce                                               | 0    |                                                      |
| Belgia                                                             | Zdobyte trofea w rozgrywkach Belgii (stan na: 31-05-2023) |      |                                                      |

### Inne trofea
- BeNe League:
  - 14.miejsce (1x): 2012/13

## Poszczególne sezony

### Rozgrywki międzynarodowe

#### Europejskie puchary
Klub 5 razy uczestniczył w rozgrywkach europejskich.

### Rozgrywki krajowe
| \| Belgia \| Bilans występów klubu w rozgrywkach piłkarskich Belgii (Stan na 31 maja 2023 r.) \| \| |                                                                                  |        |       |   |   |   |    |    |     |                       |        |        |      |
| Poziom                                                                                              | Rozgrywki                                                                        | Sezony | Mecze | Z | R | P | B+ | B– | Pkt | Lata                  | Awanse | Spadki | Naj. |
| I                                                                                                   | Eerste Klasse / Super League                                                     | 22     |       |   |   |   |    |    |     | 1991–2013             | 0      | 1      | 1    |
| II                                                                                                  | Tweede Klasse / Eerste Klasse                                                    | 3      |       |   |   |   |    |    |     | 1988–1991             | 1      | 0      | 1    |
| III                                                                                                 | Tweede Klasse B                                                                  | 1      |       |   |   |   |    |    |     | od 2022/23            | 0      | 0      | 11   |
| | Puchar Belgii                                                                    | 29     |       |   |   |   |    |    |     | 1988–2016, od 2022/23 | 0      | 0      | 1    |
| | Superpuchar Belgii                                                               | 6      |       |   |   |   |    |    |     | od 1996               | 0      | 0      | 1    |
| Belgia                                                                                              | Bilans występów klubu w rozgrywkach piłkarskich Belgii (Stan na 31 maja 2023 r.) |        |       |   |   |   |    |    |     |                       |        |        |      |

## Piłkarki, trenerzy, prezydenci i właściciele klubu

### Trenerzy
...
- od 06.2020:  Fons Moons

## Struktura klubu

### Stadion
Drużyna rozgrywa swoje mecze domowe w Sint-Truiden na stadionie Stayen, który może pomieścić 14.600 widzów.

## Kibice i rywalizacja z innymi klubami

### Derby
- KRC Genk Ladies
- Lommel United WS
- Standard Liège